# グリチルリチン酸ジカリウム
グリチルリチン酸ジカリウム（グリチルリチンさんジカリウム、dipotassium glycyrrhizate）は、グリチルリチン酸とカリウムの塩。グリチルリチン酸二カリウム、グリチルリチン酸2K、グリチルリチン酸K2、グリチノンK2とも。CASは68797-35-3。
化学式はC42H60K2O16、分子量は899.1128。

## 性質
白色粉末。水によく溶ける。
グリチルリチン酸に起因する特徴的な甘みがある。

## 利用
漢方薬のカンゾウに含まれる。
医薬品としては慢性肝炎、抗アレルギー薬、風邪薬などに使われ、それ以外では化粧品、石鹸、シャンプー、育毛剤などに配合される。
醤油、漬物、水産加工食品などに甘味料として使われる。

## 作用
抗炎症作用がある。

## 副作用
摂取量が1日量40 mgを超えた場合、偽アルドステロン症を発症する可能性がある。

## 備考
花王が発売しているメリットシリーズは、フケやかゆみを防ぐ目的で、1970年の発売開始以来ジンクピリチオンを配合していたが、2006年からはグリチルリチン酸ジカリウムに変更されている。
かつてライオンが発売していたデンターTでは、中村雅俊が「グリチルリチン酸ジカリウム」の成分名を連呼するCMや、メロディにのせて唄いあげるCMが存在した。